# Mont Myōkō
Le mont Myōkō (妙高山, Myōkō-san) est un stratovolcan actif situé dans la préfecture de Niigata, sur l'île de Honshu au Japon.

## Toponyme
Le toponyme « Myōkō » (« 妙高 ») est la translittération en japonais du nom sanskrit d'une montagne sacrée, considérée comme le centre de l'univers bouddhiste : le mont Sumeru (須彌山 (Shumisen)),. Appelé autrefois mont Koshinonaka (越の中山, Koshinonaka-yama, litt. « mont du milieu de la province de Koshi »), il est aussi connu sous le nom d'Echigo Fuji (越後富士, litt. « Fuji de la province d'Echigo ») en référence au mont Fuji. Il donne son nom à la ville de Myōkō.

## Géographie

### Situation
Le mont Myōkō est situé dans la ville de Myōkō, dans le sud-ouest de la préfecture de Niigata. Il fait partie des monts Kubiki dans le parc national Myōkō-Togakushi Renzan.
La mer du Japon est à environ 26 km, au nord-ouest de la montagne.

### Topographie
Le sommet, qui culmine à une altitude de 2 454 m, une hauteur d'environ 350 m émergeant d'une caldeira de 3 km de diamètre,. S'épanchant vers l'est, du fond de la caldeira, une ancienne coulée de lave a détruit le versant est de la dépression sommitale, lui conférant une forme en fer à cheval et faisant apparaître les monts Kana (1 909 km), Mae (1 932 km), Akakura (2 141 km) et Mitahara  (2 347 km).

### Géologie
Le mont Myōkō est un volcan composite dont le sommet est un dôme de lave,. Il est essentiellement composé de roches volcaniques comme l'andésite et la dacite.

### Hydrographie
Les rivières Ōtagiri (ja) et Shirotagiri prennent leur source au mont Myōkō. S'écoulant vers l'est, le long du versant est du volcan, elles rejoignent la rive gauche du fleuve Seki, dans la ville de Myōkō,.

## Histoire
Le 18 mai 1978, tôt le matin, l'eau de la fonte des neiges provoque, à l'altitude de 1 600 m, un glissement de terrain sur environ 2,5 ha. Des débris de roches volcaniques dévalent le versant sud du mont Myōkō et s'accumulent dans la rivière Shirotagiri. Le débordement de celle-ci entraîne la mort de treize personnes et l'endommagement d'une quarantaine de maisons, des infrastructures routières et du réseau électrique. En particulier, sur la rive gauche du cours d'eau, l'extension de la station thermale Akakura est détruite,,.